# Герб Вірменії
Герб Вірменії — один з державних символів Республіки Вірменія. Був прийнятий 19 квітня 1992 року Верховною Радою Вірменії та уточнений законом від 15 червня 2006 року.
В основу був покладений герб Вірменської демократичної республіки (1918—1920 роки), який розробили архітектор Олександр Таманьян та художник Акоп Коджоян.
Герб складають такі елементи: щит, в центрі якого — гора Арарат, що є символом вірменської нації, на її вершині ноїв ковчег, оскільки відповідно до біблійної легенди ковчег після потопу зупинився саме на цій горі. Щит розділений на 4 секції, що символізують чотири незалежних вірменські королівства в історії Вірменії — Аршакоуніати, Арташезіанти, Багратоуніанти та Рубініанти. Лев та Орел, що стоять за щитом, є королями тваринного світу і символізують собою мудрість, гордість, терпіння та шляхетність. Протягом багатьох сторіч вони були символами королівських родин. Внизу щита знаходяться ще п'ять важливих елементів: розірваний ланцюг означає волю і незалежність, меч — влада і сила нації, пшеничне колосся — працьовиту натуру вірменів, пір'яна ручка — інтелектуальна і культурна спадщина вірменського народу, триколірна стрічка означає прапор Вірменії.

## Історичні герби
Під час існування незалежної Вірменської демократичної республіки (1918—1920 роки) була розроблена національна символіка, у тому числі і герб. У радянські часи він був замінений гербом Вірменської РСР. Після відновлення незалежності цей герб (у модифікованому виді) знову став державним гербом Вірменії.

## Галерея

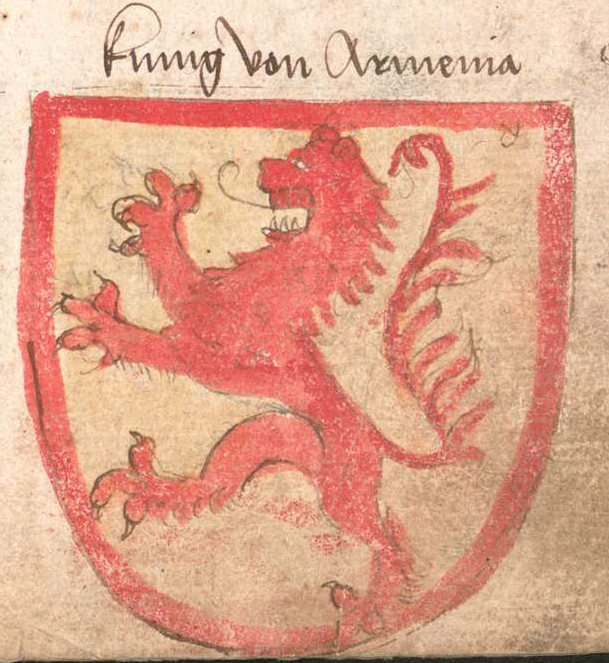
Історичний герб Вірменії (XV ст.)
Герб вірменського Кілікійського царства
Герб Вірменії (четверте поле) у імперському гербі Росії
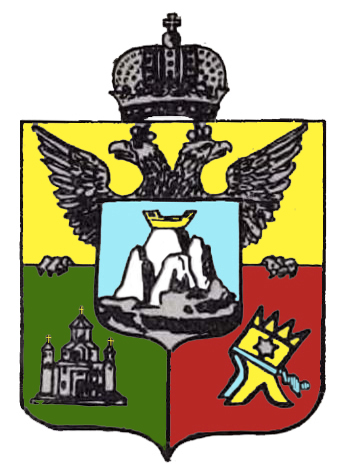
Герб Вірменської області (1828-1840)
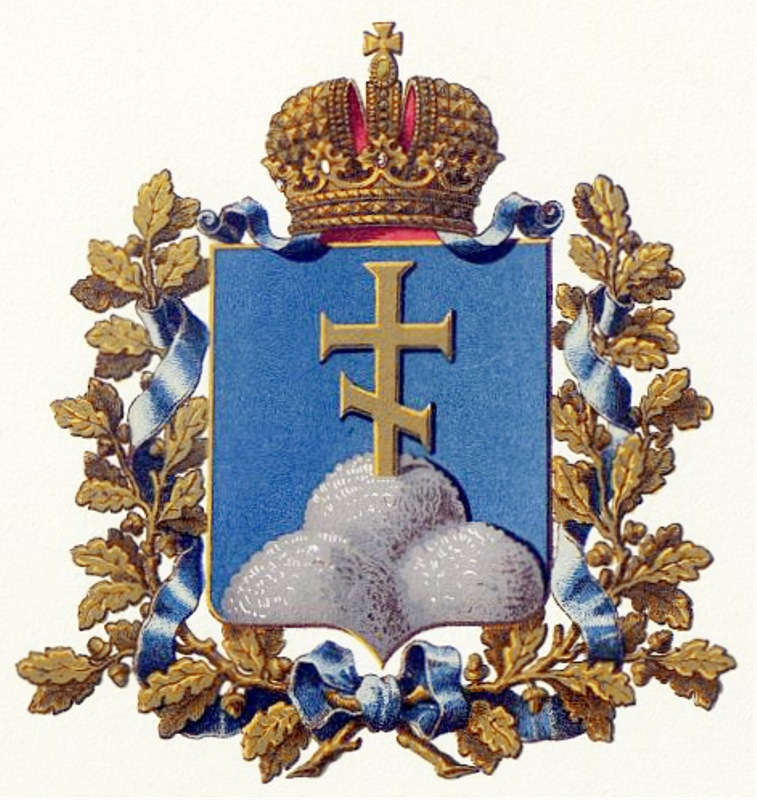
Герб Еріванської Губернії (1849-1918)
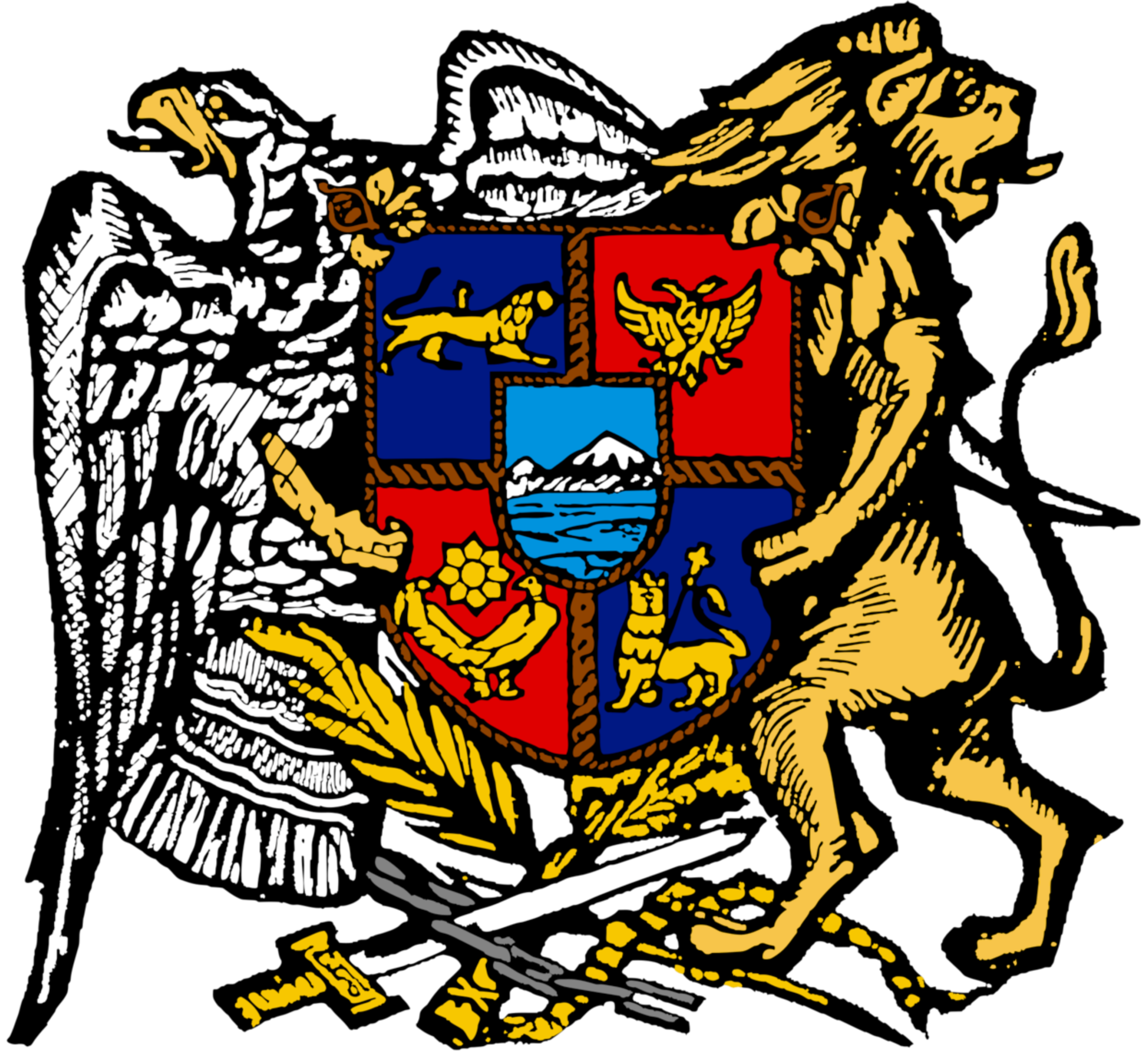
Герб Вірменської демократичної республіки (1918)
Герб Закавзазької СФРР (1922-1936)
Герб Вірменської РСР (1936-1991)